# خفه‌شده: گفتگوی پول
خفه‌شده: گفتگوی پول (به هندی: Choked: Paisa Bolta Hai) یا گفتگوی پول (به انگلیسی: Money talks) فیلمی هندی محصول سال ۲۰۲۰ و به کارگردانی آنورانگ کاشیاپ است. در این فیلم بازیگرانی همچون سایامی کر، روشن متیو، آمروتا سوبهاش و راجشیری دشپانده ایفای نقش کرده‌اند.